# گویش رودباری
گویش رودباری در شهرستان رودبار استان گیلان تکلم می شود. گویش‌ رودباری در دسته‌بندی جدیدی  با عنوان تاتی مانندها «tatoid» قرار گرفته ادست که گویشی از یک زبان، زبان تاتی می‌باشد. گویش‌های تاتی گونه در اصل زبان تاتی بودند که به دلیل تأثیرات شدید زبان‌های کاسپین و زبان فارسی تمام ویژگی‌های زبان تاتی را از دست داده‌اند. اتنولوگ گویش رودباری را گویشی از زبان تاتی بیان می‌کند اما در مدخل زبان گیلکی چند لهجه یا زیرگویش برای گیلکی تعیین می‌کند که رودباری یکی از آن‌ها است. به اعتقاد دونالد استیلو گویش رودباری زیرمجموعه زبان تاتی باشد.
در گلاتولوگ گویش رودباری زیر مجموعه زبان‌های گیلکی-رودباری در نظر گرفته شده است. 
به گفته جهاندوست سبزعلیپور رودبار یک منطقه چند زبانه هست و در آن به تاتی، کردی (کرمانجی)، گالشی و تالشی سخن می‌گویند. به گفته جهاندوست سبزعلیپور تاتی رودبار در جنوب گیلان در رودبار، پیرکوه، خورگام، رحمت‌آباد، رستم‌آباد و فاراب گویش می‌شود و گیلکی رودبار در جنوب گیلان، در رستم‌آباد، رودبار، منجیل و لوشان و ... رایج است.
ایوب رسایی، رودباری را همراه با رشتی و فومنی به عنوان زیر مجموعه‌های گویش غربی زبان گیلکی دسته‌بندی می‌کند. 
به اعتقاد دونالد استیلو گویش رودباری ممکن است زیرمجموعه زبان تاتی باشد که تحت تاثیر شدید زبان گیلکی قرار گرفته است.
احسان یار شاطر گویش رودباری را گویشی از زبان تاتی می داند و از شاخه تاتی جنوبی و دستهٔ ششم (رودبار، الموت و کوپایه) می داند.
لوکوک گویش آذری را که تاتی نامیده می شود به پنج دسته تقسیم نموده است که دسته پنجم را گویش جنوب شرقی نامیده است که دو گویش رودباری و الموتی را جز آن قرار داده است.
مرتضی نصفت گویش رودباری را در دسته الموتی و زیر مجموعه گویش های کاسپین آورده است. طبق نظر دونالد استیلو گویش‌ رودباری دسته بندی جدیدی را با عنوان تاتی مانندها «tatoid» تشکیل میدهند. گویش‌های تاتی مانند در اصل زبان تاتی بودند که به دلیل تاثیرات شدید زبان‌های کاسپین و زبان فارسی تمام ویژگی های زبان تاتی را از دست داده‌اند.

## محدوده جغرافیایی
گویش رودباری در شهرستان رودبار استان گیلان گویش می شود.

## تات زبانان رودبار
زبان مردمان رودبار تاتی، گالشی، کردی (کرمانجی) و تالشی است. مردمان تات زبان رودبار در دو منطقه عمارلو و خورگام زندگی میکنند. مرکز بخش عمارلو جیرنده است و علاوه بر آن روستاهای انبوه، کلیشم، خرم‌کوه، ویه ، ناوه، لایه، نوده فاراب، یکنم، ایینه‌ده، پاکده، داماش، بیورزین، پارودبار، اسکابن، کرماک به زبان تاتی تکلم می‌کنند. در بخش خورگام مرکز بخش یعنی بره‌سر و روستاهای ناش، اسطلخ‌کوه، چیچال، لیاول علیا، چلوانسرا، قوشه لانه، سه پستانک، گرزنه چاک، کشکش به زبان تاتی تکلم میکنند.

## دستور زبان

### ضمایر
در گویش رودباری ضمیر سه حالت دارد: فاعلی، مفعولی و ملکی.
| ضمیر                    | ۱ مفرد  | ۲ مفرد | ۳ مفرد | ۱ جمع | ۲ جمع | ۳ جمع     |
| ----------------------- | ------- | ------ | ------ | ----- | ----- | --------- |
| فاعلی، رودباری (انبوه)  | man     | to     | u      | amâ   | šemâ  | ošân/išân |
| مفعولی، رودباری (انبوه) | man     | ti     | oni    | amâ   | šemâ  | ošon      |
| ملکی، رودباری (انبوه)   | mi/mini | ti     | oni    | ame   | šeme  | ošâni     |

### شناسه
در زبان فارسی دو دسته شناسه داریم: گذشته و حال.  در گویش رودباری نیز دو دسته شناسه داریم: گذشته و حال. (نمونه زیر بر اساس گویش رودباری روستا انبوه تنظیم شده‌است)
| شناسه                               | ۱ مفرد | ۲ مفرد | ۳ مفرد | ۱ جمع | ۲ جمع | ۳ جمع |
| ----------------------------------- | ------ | ------ | ------ | ----- | ----- | ----- |
| شناسه ماضی (با ستاک مختوم به صامت)  | om     | i      | â/∅    | im    | in    | end   |
| شناسه ماضی (با ستاک مختوم به مصوت)  | âm     | a      | ∅      | am    | an    | and   |
| شناسه مضارع (با ستاک مختوم به صامت) | om     | i      | a/e/u  | im    | in    | end   |
| شناسه مضارع (با ستاک مختوم به مصوت) | âm     | a      | a/â/u  | im    | in    | and   |

### نمونه صرف فعل به لهجه تاتی عمارلویی
در جدول زیر فعل  رفتن (شیِن = Shien) در چند زمان صرف شده است. این صرف بر مبنای لهجه مردم عمارلو، کرانه شرقی سفید رود است:
| زمان/شخص           | 3 جمع             | ۲ جمع        | 1 جمع        | 3 مفرد     | ۲ مفرد     | 1 مفرد       |
| ------------------ | ----------------- | ------------ | ------------ | ---------- | ---------- | ------------ |
| گذشته ساده         | Beshien           | Beshiin      | Beshiim      | Beshe      | Beshi      | Beshiom      |
| گذشته کامل         | Beshie bien       | Beshie bin   | Beshie bim   | Beshie be  | Beshie bi  | Beshie biom  |
| گذشته استمراری     | Shien debion      | Shien debin  | Shien debim  | Shien debe | Shien debi | Shien debiom |
| گذشته در حال انجام | no                | no           | no           | no         | no         | no           |
| گذشته نقلی         | Beshian           | Beshieyn     | Beshieym     | Beshiaبشیَه | Beshiey    | Beshiam      |
| حال ساده/آینده     | shohon            | shiin        | Shiim        | Shohoo     | Shi        | shom         |
| حال در حال انجام   | (دَرن)shien daren  | Shien darin  | Shien darim  | shien dare | Shien dari | Shien darem  |
| حال التزامی        | Ba beshon         | Ba beshiin   | Ba beshim    | Ba beshoo  | Ba beshi   | ba beshom    |
| آینده              | khan boshonخن بشن | kheyn beshin | kheym beshim | kha boshoo | khey beshi | kham boshom  |

### نمونه صرف فعل به لهجه تاتی انبوه
در جدول زیر فعل گرفتن (gitan) صرف می‌شود.
| زمان/شخص           | ۱ مفرد        | ۲ مفرد      | ۳ مفرد      | ۱ جمع         | ۲ جمع         | ۳ جمع           |
| ------------------ | ------------- | ----------- | ----------- | ------------- | ------------- | --------------- |
| گذشته ساده         | bagitom       | bagiti      | bagit       | bagitim       | bagitin       | bagitand        |
| گذشته کامل         | bagita biâm   | bagita bia  | bagita be   | bagita biam   | bagita bin    | bagita bian     |
| گذشته التزامی      | gitâ bom      | gitâ bi     | gitâ bo     | gitâ bim      | gitâ bin      | gitâ bond       |
| گذشته نقلی         | gitâm         | gita        | gitia       | gitam         | gitin         | gitand          |
| گذشته استمراری     | gitom         | giti        | git         | gitim         | gitin         | gitand          |
| گذشته در حال انجام | dakâre gitom  | dakâre giti | dakâre git  | dakâre gitim  | dakâre gitin  | dakâre gitand   |
| حال ساده/آینده     | girom         | giri        | gira        | girim         | girin         | girand          |
| حال در حال انجام   | dakâre girom  | dakâre giri | dakâre gira | dakâre girim  | dakâre girin  | dakâre girand   |
| حال التزامی        | bagirom       | bagiri      | bagira      | bagirim       | bagirin       | bagirand        |
| آینده              | xâhâm bagirom | xâhi bagiri | xâhâ bagira | xâhim bagirim | xâhin bagirin | xâhand bagirand |